# Juniperus seravschanica
Juniperus seravschanica o enebro pastún es una especie de enebro originaria de las zonas montañosas de Asia Central. 
Su distribución va desde el extremo sur de Kazajistán, pasando por Kirguistán, Tayikistán, el este de Uzbekistán y Turkmenistán, hasta el norte y el este de Afganistán, el norte de Pakistán y Cachemira. Se encuentran poblaciones periféricas en las montañas del sudeste de Irán (cerca de Kuhbanan, Rabor y en Kuh-e Khabr, en la cordillera de Hazaran) y en las montañas Hajar de Omán.
Juniperus seravschanica a veces se clasifica como una subespecie de J. polycarpos o J. excelsa.

## Distribución
Juniperus seravschanica se encuentra en los bosques de mayor elevación de Kazajistán, Kirguistán, Tayikistán y Uzbekistán, que el Fondo Mundial para la Naturaleza llama ecorregión de los bosques abiertos de Gissaro-Alai. En esta región también crecen otras especies de enebros como: J. turkestanica, J. semiglobosa, así como arces, almendros (Prunus amygdalus) y rosas (aunque no necesariamente en los mismos hábitats).
En el este de Afganistán también se encuentra en los bosques montañosos superiores que crecen a elevaciones entre 3100 y 3300 metros, en la ecorregión de los bosques montanos de coníferas del este de Afganistán y en los bosques xerófilos abiertos a elevaciones de 1500 a 2000 m, más al sur en la ecoregión de los bosques xéricos de Baluchistán en el sur de Afganistán y la provincia de Baluchistán en Pakistán.
En el distrito de Ziarat y el distrito de Kalat de Pakistán, así como en las montañas Zarghun Ghar cerca de Quetta y Harboi, se encuentra un bosque sustancial pero menguante de J. seravschanica, incluidos algunos que se encuentran en Koh-i-Takatu y Koh-i-Murdaar, adyacentes a Quetta, en el norte y centro de Baluchistán, y en las partes circundantes del sudeste de Afganistán. Sin embargo, el bloque compacto más grande es el bosque de enebros de Ziarat en Ziarat y sus alrededores en un rango aproximado de alrededor de 283 279,95 hectáreas (2832,8 km²).
La población más meridional de J. seravschanica se encuentra en las montañas Hajar de Omán, donde los enebros crecen en las partes más altas de la cordillera central. Los enebros forman bosques abiertos a elevaciones de 2100 a 3000 m, a veces codominantes con Olea europaea.

## Conservación
El pastoreo excesivo de camellos, cabras y burros salvajes ha impedido la regeneración de los bosques en altitudes inferiores a 2400 m en Omán.